# RAILWAYS 49歳で電車の運転士になった男の物語
『RAILWAYS 49歳で電車の運転士になった男の物語』（レイルウェイズ よんじゅうきゅうさいででんしゃのうんてんしになったおとこのものがたり）は、2010年の日本映画。錦織良成監督の島根3部作の最終作。
仮題は『BATADEN』であったが、2009年7月29日の記者会見で『RAILWAYS』として発表された。

## あらすじ
主人公・筒井肇は大手家電メーカーの経営企画室長。取締役への昇進が内定するなど、東京で妻子とともに暮らす彼の人生は一見、順風満帆そのものだった。そんなある日、故郷・島根に住む肇の母が倒れたという一報が入る。さらに、親しかった肇の会社の同期が自動車事故で亡くなった。
久々に帰郷した肇は、家庭を顧みてこなかったこれまでの人生、そして今後の人生について考えた。そして自分の子供の頃の夢だった「一畑電車の運転士になる」ことを実現すべく会社を退職し、一畑電車に中途入社することとなった。
晴れて運転士となったのは肇の他にもうひとり、肘の故障でプロ野球入りの夢を絶たれた青年・宮田がいた。

## キャスト
- 筒井肇: 中井貴一
- とある電機メーカーの社員であった当時、（由紀子曰く「社畜化」して）出世してリストラする側になったが…彼は次第に自分の道に違和感を覚えてきた。
- 母の見舞いを兼ねて帰省した時に、自分が一畑電車の運転士になる夢を思い出して、電機メーカーから一畑電車に転職した。
- 宮田のせいで、彼が担当していた電車で（彼が席を離したすきに）少年（後述）が運転する騒動となり、彼は責任を取って辞めようとするが…宮田や乗客などの嘆願により免職は免れた。
- 筒井由紀子（肇の妻）: 高島礼子
- 肇が電機メーカーに在籍する末期から、お店を持つようになった。肇とはすれ違いがあったが、「あなた（肇）は（一畑電車のある）島根、私は仕事でお店のある東京、遠距離夫婦でいいんじゃない。」と着地点を述べた。
- 筒井倖（肇の娘）: 本仮屋ユイカ
- 肇が電機メーカーに在籍する末期は大学三年生。その当時は肇に「就活はどうすんだ、焦らなくていいのか。」と口うるさく言われたが、肇が一畑電車に転職してからは「お前のやりたいようにすればいい。じっくり考えていい。」というので、「お父さんはいい方向に変わった」と思った。
- 宮田大吾（肇の同僚の新人運転士）: 三浦貴大
- 肇と同期で入社し、「サラリーマンの再出発」という肇と同じくマスコミに注目された。
- 実は高校球児で学校では名のある選手だったらしいが、怪我してしまい…プロ入りをあきらめる形で一畑電車に就職した。
- それを新聞記者から知った肇に「独立リーグに入るという手もある」と云われ、最初は肇に反発を覚えたが…肇の乗客ファーストの姿勢に感服する。
- 彼が良かれと思って、乗客の鉄道好き少年を運転席に座らせたことが原因で、少年が運転する騒動となる。肇に申し訳ないと思いつつ、「俺が止めない方が彼に対するお詫びかもしれない。」と自主退職を撤回。
- 筒井絹代（肇の母）: 奈良岡朋子
- 彼女がきっかけで、肇が一畑電車に入社した。
- 大沢悟郎（一畑電車社長）: 橋爪功
- 先見の明を以って肇を入社させた。少年運転騒動でも、肇と宮田を免職にせず、騒動の素である少年に対してもおとがめなしにした。
- 石川伸生（一畑電車運輸営業部長）: 佐野史郎
- 肇の志望動機を「鉄道マニアかよ」と呆然とするが、大沢が「むしろ、中途転職の彼を入れた方がこちらには利益だろう。」というので、受け入れた。
- 森山亜紀子（絹代の介護士）: 宮崎美子
- 肇に対して、「あなたが運転士になられたので、お母様は若返りしましたよ。」とほめている。
- 川平吉樹（京陽電器工場長/肇の同期）: 遠藤憲一
- 肇にリストラされた友人だが、社畜と化した肇を憐れんでいて、「お前、ほかにすべきことがあるだろう。」と忠告。
- 機能障害を抱えた息子をおいて事故死。その息子がつくった彫刻物を託された肇は宮田に見せた。
- 西田了（漁師/肇の同級生）: 中本賢
- 肇のことを心配していた。
- 福島昇（一畑電車運転士/肇の指導係）: 甲本雅裕
- 肇と宮田を指導。
- 高橋晴男（一畑電車車両課長）: 渡辺哲
- 倖が肇の弁当を持ってきたときに応対してくれた。
- 薮内正行（一畑電車運転士）: 緒形幹太
- 田窪俊和（一畑電車指令室指令員）: 石井正則
- 長岡豊造（絹代の同級生）: 笑福亭松之助
- 河原崎建三、大方斐紗子、辰巳蒼生、玄覺悠子、大門真紀、竹本聡子 ほか

端役として、南田裕介（教習所の教官）、土屋武之（新聞記者）も出演している。また記者会見のシーンに阿部秀司が一畑電車役員の一人として出演している。

## スタッフ
- 監督: 錦織良成
- 脚本: 錦織良成、ブラジリィー・アン・山田、小林弘利
- 音楽: 吉村龍太
- 主題歌: 「ダンスのように抱き寄せたい」松任谷由実
- 製作総指揮: 阿部秀司
- プロデューサー: 石田和義、小出真佐樹、北詰裕亮、上田有史
- ラインプロデューサー: 鈴木剛
- Coプロデューサー: 佐藤唯史
- 撮影: 柳田裕男
- 照明: 吉角荘介
- 美術: 磯見俊裕
- 録音: 小宮元
- 編集: 日下部元孝
- 電車テクニカルアドバイザー: 石飛貴之（一畑電車）
- ラボ: IMAGICA
- MA: 日活スタジオセンター
- 製作: 加太孝明、百武弘二、野田助嗣、平城隆司、亀井修、藤川昭夫、久松猛朗、春山暁、大橋善光
- エグゼクティブ・プロデューサー: 藤巻直哉、関根真吾
- 企画・制作プロダクション: ROBOT
- 製作: ROBOT、博報堂DYメディアパートナーズ、松竹、テレビ朝日、小学館、日本海テレビ、衛星劇場、京王エージェンシー、読売新聞
- 協賛: 東芝キヤリア
- 配給: 松竹

## 鉄道映画として
本作は鉄道好きである阿部秀司による製作総指揮の元、細部まで鉄道の描写にこだわって製作された。3年近くを掛けて、部外者が立ち入れない運転台などで撮影する許可を監督官庁から取り付け、一畑電車・一畑電気鉄道（一畑グループの持株会社）・京王電鉄（製作・上映当時の一畑電車の運転士養成の委託先）の全面的な協力や、島根県、松江市、出雲市など沿線の自治体・団体の支援を得てロケが実施されている。

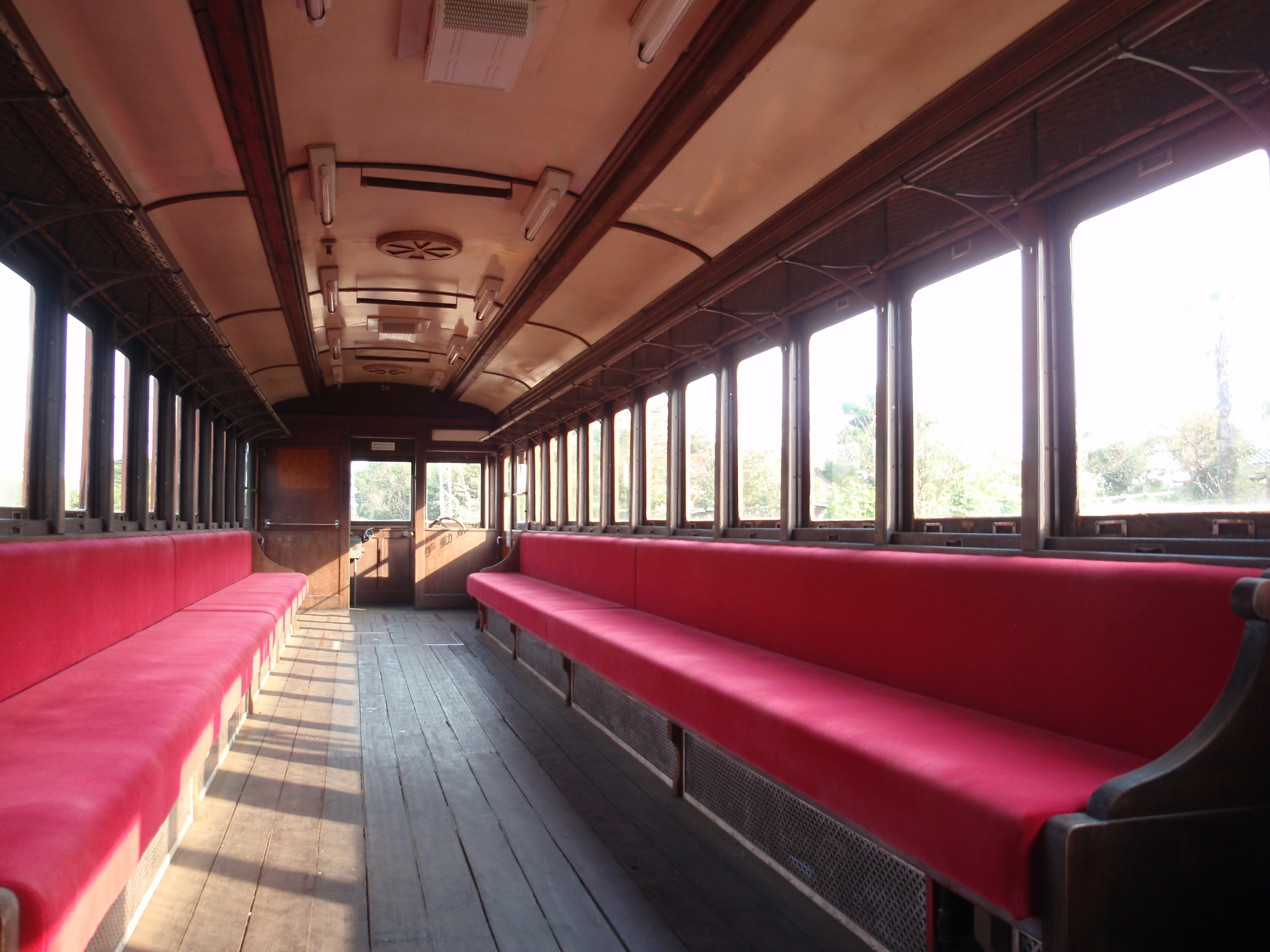
美術スタッフによってロングシートへ改装された車内（撮影終了後のため吊り手は撤去・返却済み）

中井貴一と並ぶもうひとつの「主役」であるデハニ52・53は、お座敷列車に改装された状態で2009年3月29日をもって営業運転を終了していたが、本作の撮影に当たってロングシートへの改装が行われている（お座敷の構造物の撤去までを一畑電車が手がけ、ロングシートの再設置は映画の美術スタッフによる。吊り手は沿線の保育園に保存されているデハ3・6のものを借用）。その上で2009年8月に撮影のための本線走行が実施されているのだが、中井ら俳優たちは甲種電気車運転免許（電車運転士の免許）を取得していないため実際に運転するわけにはいかない。そこで美術スタッフが作ったマスコンハンドルやブレーキハンドルを俳優が握った上で巧妙にカットをつなぎ合わせて運転シーンを作っている。
阿部は本作について「ここまで鉄道をモチーフとした『鉄道映画』と呼べそうなものは初めて」と語り、鉄道映画というジャンルを確立したいと今後に向けて構想を練っているという。
宮田役を務めた三浦貴大の父である三浦友和は、かつて「仔鹿物語」でローカル線の運転士役を演じているため、事実上親子2代で鉄道車両の運転士役を演じた間柄となっている。三浦友和はRAILWAYSの続編（後項詳述）の運転士役で主演を果たした。
また、本作主演の中井貴一もかつて「迷路の歩き方」（NHKハイビジョンドラマ 2002年11月23日単発放送）で地下鉄の運転士役を演じている。

## 主なロケ地・登場事物

### ロケ地
- ソニーシティー大崎 - 主人公の勤務先として冒頭のシーンで用いられた。大崎駅周辺の俯瞰シーンもこのオフィス内から撮影されたものである。
- 伊野灘駅 - 主人公の実家の最寄り駅として頻繁に登場。縁側から一畑電車北松江線と宍道湖が望める民家を実家のロケに使用した。
- 雲州平田駅 - 車庫やホームが頻繁に登場。ただし、実際の一畑電車本社や運転指令室所在駅ではあるが、映画中のこれらの場所におけるシーンは別の場所で撮影されている。運転指令室は布崎変電所内にセットが組まれた[5]。
- 一畑口駅 - オープニングやラストシーンで用いられた。
- 出雲大社前駅 - 主人公が初めて運転した電車の切符を同僚から記念に貰うシーンなどで用いられた。なお、映画公開期間の前後に島根県立古代出雲歴史博物館で行われた特別展に合わせて、この駅の構内でデハニ52が展示された[6]。特別展終了後も、一時中断をはさんで展示は継続されている[7]。
- 京王電鉄平山研修センター - 製作当時の運転士養成の委託先で、鉄道教習所で研修を受けるシーンに使用。ここに映画のカメラが入ったのは初めてだという[4]。
- 島根県立出雲高等学校 - 主人公の母が入院していた病院の病室として教室が使われた。一畑電車の線路沿いにあり、主人公の運転する電車に向かって手を振るシーンなどで登場する。

### 登場する電車
デハニ52・53のほかに、
- 一畑電気鉄道2100系電車 - 元京王5000系電車 (初代)。主人公が初めて営業運転した電車。オリジナルの京王5000系（保存車）も鉄道教習所のシーンで登場。
- 一畑電気鉄道3000系電車 - 元南海21000系電車。最終電車で寝過ごした酔客を、主人公が介抱するシーンなどに登場。
- 一畑電気鉄道5000系電車 - 元京王5000系電車 (初代)。この車両は主人公が運転するシーンはない。
- 京王7000系電車 - 主人公が京王電鉄での乗務訓練の際に運転した電車。
- JR東海・西日本新幹線N700系電車 - 主人公の出張シーンで走行風景、および普通車車内が登場。前述の大崎駅付近を俯瞰したカットにも登場する。
- JR西日本285系電車「サンライズ出雲」 - 主人公が作中で最初に帰省するシーンに登場。

### イベント、その他の事物
- ホーランエンヤ (島根県) - 12年に一度の祭がちょうど撮影時期（2009年）と重なったことから、本作中にも取り入れられた。ただし、作品中に登場する祭のシーンは、映画撮影のために地元の協力を得て再現されたものである[8]。
- 鉄道むすめ - 劇中の社長室で、鉄道模型の中に一見場違いな美少女フィギュアが混じっているが、これは同シリーズの一畑電車ガイドをモデルにした「布崎あいか」というキャラクターのもの。

## 興行成績・波及効果
日本全国の201スクリーンで公開され、2010年5月29日・30日の初日2日間で動員7万8,367人、興収9,071万4,700円になり映画観客動員ランキング（興行通信社調べ）で初登場第5位となった。また、ぴあ初日満足度ランキング（ぴあ映画生活調べ）では第2位になるなど、年配者を中心に幅広い世代から好評となった。
また、本映画の舞台となった一畑電車の利用者数も、試写会が行われた頃から次第に利用者が増加し、2010年5月から9月までの定期外利用者数は前年と比較して10%増加となった。
日本映画をフランスに紹介するKINOTAYO映画祭に出品され、最優秀賞を受賞する。
第1回ロケーションジャパン大賞の映画部門では、準グランプリを受賞した。
また三浦貴大は、この作品で第34回日本アカデミー賞新人俳優賞
、第35回報知映画賞新人賞を受賞している。
2011年2月13日には、第2弾となる「RAILWAYS 愛を伝えられない大人たちへ」が、富山地方鉄道を舞台として製作されることが発表された。
2018年には、第3弾となる「かぞくいろ -RAILWAYS わたしたちの出発-」が、肥薩おれんじ鉄道を舞台として製作されることが発表された。

## DVD・Blu-ray
2010年10月14日（鉄道の日）に松竹からDVD・Blu-rayが同時発売された。いずれも本編ディスク・特典ディスクの2枚組である。また、通常版の他に、DVD・Blu-ray合わせて5,253個限定の豪華版が発売される。松竹によれば、邦画の映像化作品で初のDVD・Blu-ray同一価格発売となる（通常版3,990円、豪華版6,090円）。

### 収録内容
本編ディスク
- 本編
- 予告編・特報
- オーディオコメンタリー「一畑LOVE! 大鉄道放談」 - 阿部秀司、錦織良成、石飛貴之（電車テクニカルアドバイザー）
- 鉄道シーンチャプター
- 映像特典「BATADENのいる風景」（Blu-ray版のみ）

特典ディスク（DVD版・Blu-ray版とも、特典ディスクはDVDとなる）
- メイキング映像（「デハニからみたRAILWAYS」他）
- イベント映像（完成披露会見、他）
- スポット映像（TVコマーシャル、らぶてつ）

豪華版の付属物
- 鉄道コレクション デハニ52・53の2両セット
デハニ52は2010年9月発売の第12弾通常品と同一仕様だが、連結器が異なる。
- スチール写真やTwitterの試写会ログが収録された20ページのブックレット

本作のレンタル版には秘密結社鷹の爪の吉田君による応援メッセージムービーが収録されている。この映像はTOHOシネマズ広島緑井の支配人が錦織監督の舞台挨拶時にサプライズとして上映するために作られたもので、島根県出身のFROGMANからのメッセージを吉田君が代弁するというもの。

## テレビ放送
プレミアムシネマ（2022年10月15日、NHK BSプレミアム）

## 書籍
2010年4月6日に小学館文庫から小林弘利による完全ノベライズが文庫本で発売されている。